# Masacre del Aeropuerto de Lod
La masacre del aeropuerto de Lod fue un ataque terrorista ocurrido el 30 de mayo de 1972. Tres miembros del Ejército Rojo Japonés reclutados por el Frente Popular para la Liberación de Palestina - Operaciones Exteriores (FPLP-OE) atacaron el aeropuerto de Lod (ahora aeropuerto Internacional Ben Gurion) cerca de Tel Aviv, matando a 26 personas e hiriendo a otras 80. Dos de los atacantes murieron, mientras que un tercero, Kōzō Okamoto, fue capturado tras ser herido.
Entre los muertos se encontraban 17 peregrinos cristianos de Puerto Rico, un ciudadano canadiense y ocho israelíes, entre ellos el profesor Aharon Katzir, un biofísico de proteínas de renombre internacional. Katzir fue director de la Academia Israelí de Ciencias y Humanidades, presentador de un popular programa de radio científico y candidato en las próximas elecciones presidenciales israelíes. Su hermano, Ephraim Katzir, fue elegido presidente de Israel al año siguiente.
Debido a que la seguridad del aeropuerto se centró en la posibilidad de un ataque palestino, el uso de atacantes japoneses tomó a los guardias por sorpresa. El ataque ha sido descrito a menudo como una misión suicida, pero también se ha afirmado que fue el resultado de una operación mayor no publicada que salió mal. Los tres perpetradores (Kōzō Okamoto, Tsuyoshi Okudaira y Yasuyuki Yasuda) habían sido entrenados en Baalbek, Líbano; La planificación real estuvo a cargo de Wadi Haddad (también conocido como Abu Hani), jefe de Operaciones Externas del FPLP, con algunas aportaciones de Okamoto. Inmediatamente después, Der Spiegel especuló que la financiación había sido proporcionada por parte del rescate de cinco millones de dólares pagado por el gobierno de Alemania Occidental a cambio de los rehenes del vuelo 649 de Lufthansa secuestrado en febrero de 1972.